# Bataille de Fort Albany (1693)
Pour la bataille qui voit la capture du fort par les Français en 1688, voir bataille de Fort Albany.
Première Guerre intercoloniale
Batailles
Baie d'Hudson
- Baie d’Hudson (1686)
- Fort Albany (1688)
- Fort Albany (1693)
- York Factory (1694)
- Baie d'Hudson (1697)

Québec et New York
- Lachine
- Schenectady
- Québec
- La Prairie
- Vallée Mohawk

Nouvelle-Angleterre, Acadie et Terre-Neuve
- Dover
- Pemaquid (1er)
- Salmon Falls
- Port Royal
- Fort Loyal
- Chedabucto
- York
- Wells
- Oyster River
- Baie de Fundy
- Pemaquid (2e)
- Chignectou
- Fort Nashwaak
- Terre-Neuve
- Haverhill

La bataille de Fort Albany, en 1693 voit la capture par les forces anglaises de la Compagnie de la baie d'Hudson du poste de traite de Fort Albany sur la rive sud de la baie d'Hudson. Le fort, capturé lors d'une expédition française en 1686 et défendu lors d'une bataille l'année suivante, est brièvement défendu par cinq Français, qui abandonnent le fort et ses stocks de fourrure à une flotte anglaise composée de quatre bâtiments et commandée par James Knight.

## Sources et bibliographie
- (en) Peter C. Newman, Company of Adventurers : The Story of the Hudson's Bay Company, Markham, Ontario, Viking, 1985 (ISBN 0-670-80379-0)